# Cetatea Ibida
Cetatea Ibida este un sit arheologic aflat pe teritoriul satului Slava Rusă, comuna Slava Cercheză. În Repertoriul Arheologic Național, monumentul apare cu codul 161277.01.01, 161277.01.02, 161277.01.03, 161277.01.04, 161277.01.05, 161277.01.06, 161277.01.07, 161277.01.08, 161277.01.09.